# Либенайнер, Вольфганг
Вольфганг Георг Луис Либенайнер (нем. Wolfgang Georg Louis Liebeneiner; 6 октября 1905, Либау — 28 ноября 1987, Вена) — немецкий актёр и режиссёр.

## Биография
Родился 6 октября 1905 года в Либау (Нижняя Силезия, ныне Любавка, Польша) в семье офицера и фабриканта льняных тканей. Посещал начальную школу в Либау, кадетские училища в Вальштатте и Берлине-Лихтерфельде, а также реальную гимназию в Берлине-Целендорфе, которую закончил в 1923 году. С 1924 года изучал философию, германистику и историю в Иннсбруке и Берлине, а с 1926 года — в Мюнхене, где также руководил театральным кружком. В 1928 году его заметил директор Мюнхенского камерного театра Отто Фалькенберг и пригласил в свою труппу. В том же году Либенайнер дебютировал на сцене в роли Мельхиора Габора в спектакле по пьесе Ведекинда «Пробуждение весны» и бросил учёбу в университете. С 1929 года работал также ассистентом режиссёра. В 1931 году в качестве режиссёра поставил спектакль по роману Кристы Винсло «Вчера и сегодня» (по которому в том же году был поставлен фильм «Девушки в униформе»).
В 1930 году впервые выступил на сцене Немецкого театра в Берлине, в труппе которого служил с 1932 по 1934 год. В 1931 году в военном фильме «Другая сторона» сыграл свою первую роль в кино. В 1932 году исполнил роль австрийского офицера в фильме «Флирт» Макса Офюльса. До 1936 года снялся в 19 полнометражных и 2 короткометражных фильмах.
В 1936 году Густаф Грюндгенс пригласил Либенайнера в Государственный театр, в котором он работал актёром и режиссёром вплоть до его закрытия в 1944 году.
В 1937 году Либенайнер дебютировал в качестве кинорежиссёра, сняв комедию «Ничего не обещай мне». В том же году стал членом наблюдательного совета студии Терра. С 1938 по 1944 год был также заведующим художественным факультетом Киноакадемии в Бабельсберге, с 1939 года на общественных началах руководил кинообъединением имперской кинопалаты, с 1942 по 1945 год был начальником производства студии УФА, с 1942 года членом президиума имперской театральной палаты. В 1943 году Геббельс присвоил ему звание профессора.
В годы Второй мировой войны Либенайнер снял три пропагандистских картины. Биографические фильмы «Бисмарк» (1940) и «Отставка» (1942) были посвящены «железному канцлеру», который изображался в качестве предтечи Гитлера. Мелодрама «Я обвиняю» (1941) была призвана оправдать акции эвтаназии.
Конец войны застал Либенайнера в Гамбурге. Осенью 1945 года он получил разрешение на работу, которое в 1947 году было ещё раз подтверждено комиссией по денацификации. До 1954 года работал в Камерном театре, где в 1947 году поставил спектакль по пьесе Вольфганга Борхерта «Там, за дверью». Спустя год экранизировал её под названием «Любовь 47».
В 1954 году переехал в Вену и до 1958 года был членом труппы Театра в Йозефштадте. Затем работал свободным режиссёром театра, оперы, кино и телевидения.